# Bjurböle (meteorit)
 Meteorit Bjurböle  je kamniti meteorit tipa L/LL4 (skupina L ali LL, petrološki tip 4) iz skupine hondritov. Na Zemljo je padel 12. marca 1899 na Finskem. Ob padcu na led je razpadel na več kosov. Pri tem je prebil 0,4 m ledu, nadaljeval pot 0,5 m v vodi in končal 7 m globoko v blatu. Naredil je tudi veliko luknjo v ledu 

Skupna masa meteorita Bjurböle je okoli 330 kg. Je zelo krhek in poln hondrul. V nasprotju z drugimi hondriti, se v tem meteoritu hondrule zelo lahko ločijo od osnove. Zaradi tega so hondrule iz tega meteorita tudi veliko raziskovali.
Meteorit Bjurböle je tudi največji najdeni meteorit na Finskem.